# Caledonia (Schiff, 1948)
Die Caledonia war ein 1948 in Dienst gestelltes Passagierschiff der britischen Anchor Line, das bis 1965 im Liniendienst nach Indien im Einsatz war. Anschließend lag es bis 1970 als Wohnschiff für Studenten im Hafen von Amsterdam und wurde anschließend in Hamburg-Harburg abgewrackt.

## Geschichte
Die Caledonia entstand unter der Baunummer 732 in der Werft von Fairfield Shipbuilders in Govan und lief am 12. März 1947 vom Stapel. Nach der Ablieferung an die Anchor Line am 23. März 1948 nahm sie im April 1948 den Liniendienst von Liverpool nach Bombay auf. Das Schiff war noch ein Vorkriegsentwurf, die beiden Schwesterschiffe Circassia und Cilicia waren bereits ein Jahrzehnt vorher in Dienst gestellt worden.
In den 1960er Jahren wurde der Liniendienst nach Indien unrentabel, weshalb die Caledonia 1965 nach 17 Dienstjahren ihre letzte Überfahrt beendete. Neuer Eigner wurde die Moor Line, die das Schiff als Unterkunft für Studenten der Universität von Amsterdam umbauen ließ. Hierbei wurden unter anderem Fenster in den Rumpf geschnitten. Die Caledonia traf am 29. Dezember 1965 in Amsterdam ein und wurde über vier Jahre lang für diesen Zweck genutzt. Im März 1970 ging das Schiff zum Abbruch an die Abwrackwerft von Walter Ritscher in Hamburg-Harburg.